# Andrew Harmon Cozzens
Andrew Harmon Cozzens (Stamford, Connecticut, 3 de agosto de 1968) é um ministro americano e bispo católico romano de Crookston.
Andrew Cozzens recebeu o Sacramento da Ordem em 31 de maio de 1997.
O Papa Francisco o nomeou Bispo Titular de Bisica e Bispo Auxiliar de São Paulo e Minneapolis em 11 de outubro de 2013. Foi ordenado bispo pelo arcebispo de São Paulo e Minneapolis, John Clayton Nienstedt, em 9 de dezembro do mesmo ano. Os co-consagradores foram o arcebispo emérito de São Paulo e Minneapolis, Harry Joseph Flynn, e o bispo de Duluth, Paul David Sirba.
Em 18 de outubro de 2021, o Papa Francisco o nomeou Bispo de Crookston, com posse em 6 de dezembro do mesmo ano.